# Rise Up
Rise Up es el nombre del octavo álbum de estudio de la banda latina de hip hop Cypress Hill. Fue lanzado al mercado el 20 de abril de 2010, siendo su primer disco tras seis años (siguiendo a Till Death Do Us Part del 2004). Además es su primer lanzamiento en Priority Records (sello operado por EMI), su primera ventura después de Columbia Records, que lanzó sus previos lanzamientos. 

## Producción
En adición al principal productor DJ Muggs, otros productores incluidos B-Real, Mike Shinoda de Linkin Park, Jim Jonsin, Pete Rock y DJ Khalil. Presenta invitados como Daron Malakian de System of a Down,  Pitbull, Everlast, Evidence, Young De, Tom Morello de Rage Against the Machine y Audioslave, y Marc Anthony. Otros artistas como Ill Bill, Apathy, DJ Premier y Slash fueron también presentados como invitados pero nunca hicieron el corte final.

## Lista de canciones
| N.º   | Título                                                    | Escritor(es)                                                                                     | Productor(es)       | Duración |  |
| 1.    | «It Ain't Nothin'» (con Young De)                         | Peabo Bryson, Louis Freese, Senen Reyes, Demerick Shelton                                        | B-Real              | 4:01     |  |
| 2.    | «Light It Up»                                             | Louis Freese, Brian Holland, Senen Reyes, Peter Phillips, Demerick Shelton                       | Pete Rock           | 3:17     |  |
| 3.    | «Rise Up» (con Tom Morello)                               | Tom Morello, Louis Freese, Senen Reyes, Demerick Shelton                                         | Tom Morello, B-Real | 3:50     |  |
| 4.    | «Get It Anyway»                                           | Louis Freese, Jordan Omley, Senen Reyes, James Scheffer,Frank Romano                             | Jim Jonsin          | 4:20     |  |
| 5.    | «Pass the Dutch» (con Evidence y The Alchemist)           | Khalil Abdul-Rahman, Louis Freese, Alan Maman, Michael Perretta                                  | DJ Muggs, DJ Khalil | 3:20     |  |
| 6.    | «Bang Bang»                                               | Louis Freese, Senen Reyes                                                                        | B-Real              | 3:49     |  |
| 7.    | «K.U.S.H.» (Introducing Kannabis Kartel)                  | Louis Freese, Joaquín González                                                                   | Sick Jacken, B-Real | 4:57     |  |
| 8.    | «Get 'Em Up»                                              | Keith Boxley, Louis Freese, Senen Reyes                                                          | B-Real              | 3:52     |  |
| 9.    | «Carry Me Away» (con Mike Shinoda de Linkin Park)         | Louis Freese, Senen Reyes, Mike Shinoda                                                          | Mike Shinoda        | 4:07     |  |
| 10.   | «Trouble Seeker» (con Daron Malakian de System of a Down) | Daron Malakian, Louis Freese, Senen Reyes                                                        | Daron Malakian      | 3:39     |  |
| 11.   | «Take My Pain» (con Everlast)                             | Khalil Abdul-Rahman, Louis Freese, Erik Schrody, Daniel Tannenbaum                               | DJ Muggs, DJ Khalil | 3:36     |  |
| 12.   | «I Unlimited»                                             | Anne Dudley, Louis Freese, Senen Reyes, Malcolm McLaren                                          | B-Real              | 4:25     |  |
| 13.   | «Armed & Dangerous»                                       | Jacob Dutton, Louis Freese, Willie Hutch, Senen Reyes                                            | Jake One, B-Real    | 3:27     |  |
| 14.   | «Shut 'Em Down» (con Tom Morello)                         | Louis Freese, Tom Morello, Senen Reyes                                                           | Tom Morello, B-Real | 3:26     |  |
| 15.   | «Armada Latina» (con Pitbull y Marc Anthony)              | Marc Anthony, Stephen Stills, Louis Freese, Senen Reyes, James Scheffer, Armando Christian Perez | Jim Jonsin          | 4:04     |  |
| 58:11 |                                                           |                                                                                                  |                     |          |  |

| iTunes bonus track |                                 |                                           |               |          |  |
| N.º                | Título                          | Escritor(es)                              | Productor(es) | Duración |  |
| 16.                | «Dead Man's Gun» (con Young De) | Louis Freese, Demerick Ferm, Chad Bromley | B-Real        | 4:01     |  |
| 62:12              |                                 |                                           |               |          |  |

| Amazon MP3 bonus track |                   |                           |               |          |  |
| N.º                    | Título            | Escritor(es)              | Productor(es) | Duración |  |
| 16.                    | «Rise Like Smoke» | Louis Freese, Senen Reyes | B-Real        | 3:45     |  |
| 61:56                  |                   |                           |               |          |  |

| Limited edition |                    |                                                                   |                     |          |  |
| N.º             | Título             | Escritor(es)                                                      | Productor(es)       | Duración |  |
| 16.             | «Strike the Match» | Louis Freese, Lawrence Muggerud, Senen Reyes, Khalil Abdul-Rahman | DJ Muggs, DJ Khalil | 3:33     |  |
| 17.             | «Get Higher»       | Louis Freese, Senen Reyes                                         | B-Real              | 4:30     |  |
| 66:14           |                    |                                                                   |                     |          |  |

## Fechas de lanzamiento
| País                                  | Fecha               |
| ------------------------------------- | ------------------- |
| Bandera de la República Popular China | 13 de abril de 2010 |
| Bandera de Alemania                   | 16 de abril de 2010 |
| Bandera de Francia                    | 17 de abril de 2010 |
| Bandera de Australia                  | 19 de abril de 2010 |
| Bandera del Reino Unido               | 19 de abril de 2010 |
| Bandera de Canadá                     | 20 de abril de 2010 |
| Bandera de Hungría                    | 20 de abril de 2010 |
| Bandera de Estados Unidos             | 20 de abril de 2010 |
| Bandera de Japón                      | 21 de abril de 2010 |